# گیاه‌پارچ ناگا
گیاه‌پارچ ناگا (نام علمی: Nepenthes naga) نام یک گونه از سرده گیاه پارچ است.